# 1857 en Grèce
Chronologie de la Grèce
- 1853
- 1854
- 1855
- 1856
- 1857
- 1858
- 1859
- 1860
- 1861

Cette page concerne les évènements survenus en 1857 en Grèce  :

## Événement
- Fin de l'occupation du Pirée durant la guerre de Crimée (1854-1857). Le roi Othon Ier est contraint de nommer un gouvernement pro-occidental, avec à sa tête Aléxandros Mavrokordátos.

## Naissance
- Othon Rizo-Rangabé (d), ingénieur civil.
- Níkos Kambás (el), poète.
- Konstantínos Panórios (el), peintre.
- Valérios Stáis, archéologue.
- Kypárissos Stéfanos (el), mathématicien.

## Décès
- Anagnóstis Deligiánnis, personnalité politique.
- Dionýsios Solomós, poète.
- Auguste Hilarion Touret, officier philhellène français.
- Theódoros Valliános (el), militaire.